# Registan (Samarqand)

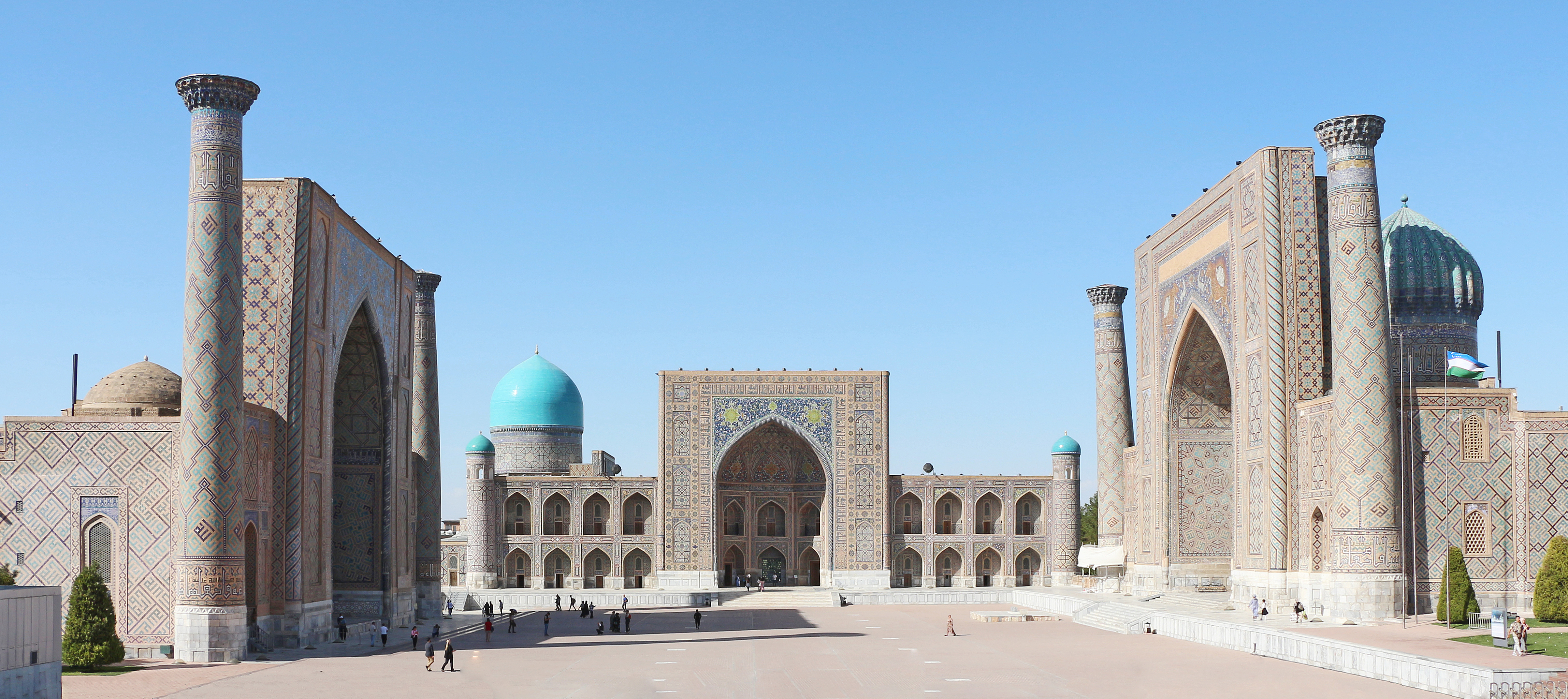
Registan-Platz mit Ulugbek-Medrese (links), Tillakori-Medrese (Mitte) und Scherdor-Medrese (rechts), 2024

Der Registan-Platz (usbekisch Registon maydoni, von persisch میدان ریگستان, DMG Maidān-i Rēgistān, ‚Platz des sandigen Ortes‘) in der usbekischen Stadt Samarkand ist einer der bedeutendsten historischen Orte Mittelasiens. An ihm befinden sich die Ulugbek-Medrese, die Tillakori-Medrese und die Scherdor-Medrese, die zwischen dem 15. und dem 17. Jahrhundert errichtet wurden und zusammen ein herausragendes architektonisches Ensemble bilden.

## Beschreibung
Der Registan ist das Herz des antiken Samarkands. Timur selbst ließ an dieser Stelle einen überkuppelten Basar errichten, an dem alle wichtigen Handelswege zusammenliefen. Heute erinnert nur noch eine restaurierte Handelskuppel aus dem 15. Jahrhundert östlich hinter der Scherdor-Medrese an diesen Basar. Unter Timurs Enkel Ulugbek wurde der Basar durch den Registan ersetzt, einen Versammlungsort für Paraden, Hinrichtungen, Feierlichkeiten und die Verkündung von Gesetzen. Ulugbek ließ auch die erste der drei imposanten Medresen errichten, während die beiden anderen erst Anfang des Jahrhunderts folgten.
Das Ensemble von drei Medresen gilt als ein einzigartiges Beispiel der Kunst von Städtebau und architektonischer Gestaltung des Hauptplatzes der Stadt. Die drei Medresen sind an der Westseite die Ulugbek-Medrese (1417–1420), ihr gegenüber an der Ostseite nach dem Kosch-Prinzip die Scherdor-Medrese (1619–1636) und an der Nordseite des Platzes die Tillakori-Medrese (1646–1660). Östlich der Tillakori-Medrese befindet sich das Schaibaniden-Mausoleum aus dem 15. Jahrhundert.
Die nach dem timuridischen Emir, Astronom und Mathematiker Ulugbek benannte Ulugbek-Medrese ist mit ihrem mächtigen Portal und einem Lanzetten-Bogen dem Platz zugewandt. Die Ecken sind mit hohen, proportionalen Minaretten ausgestattet. Ein Mosaikpaneel über dem Eingangsbogen ist mit einem geometrischen Ornament dekoriert. Im quadratischen Hof befinden sich eine Moschee, Lehrräume und am Rande Zimmer, die früher als Wohnräume der Studenten dienten. Tiefe Nischen (Flure) sind um die Achse ausgebreitet. Ursprünglich sah diese Medrese ganz anders aus: ein zweistöckiges Gebäude mit vier Kuppeln über den Lehrräumen, die sich in den Ecken der Madrasa befanden. Die Ulugbek-Medrese war eine der angesehensten Hochschulen der gesamten muslimischen Welt im 15. Jahrhundert. Der berühmte Wissenschaftler, Philosoph und Dichter Abdur Rahman Dschami hat in dieser Madrasa studiert. Hier hielt auch Ulugbek seine Vorlesungen.
Während seiner Regierung blieb diese Madrasa ein Zentrum der Wissenschaft. Der Herrscher Samarkands, Yalangtush Bakhodur, leitete im 17. Jahrhundert die Bauten der Scherdor- und Tillakori-Medrese. Die Scherdor-Medrese („Löwen-Medrese“) war ein Werk des Architekten Abdujabor. Die Bauweise der Madrasa ist nicht so feinteilig wie die der entsprechenden Bauten des 15. Jahrhunderts, das als „goldene Epoche“ gilt. Trotzdem zählen die harmonisch angeordneten großen und kleinen Räume, die feinteiligen Bilder der Mosaike, die Monumentalität, aber auch die zweckmäßige Symmetrie diese Madrasa zu den beeindruckendsten architektonischen Denkmälern Samarkands.
Zehn Jahre später wurde die Tillakori-Medrese („Goldene Medrese“) gebaut. Diese Madrasa diente nicht nur als akademische Lehrstätte, sondern auch lange Zeit als eine der wichtigsten Moscheen. Die Tillakori-Medrese besitzt eine zweistöckige Hauptfassade, einen großen weiten Hof, an dessen Rand sich kleine Wohnräume befinden (usb. Hudzri), und vier Flure, die um die Achse angeordnet sind. Das Moscheegebäude befindet sich im westlichen Teil des Hofes. Der Hauptsaal der Moschee ist reich vergoldet. Das Registan-Ensemble stellt eine gelungene Kombination von Bauten verschiedener Epochen dar, die derzeit umfassenden Rekonstruktionsarbeiten unterliegen. 2023/2024 wurde die Bepflanzung auf dem Platz entfernt, um die ursprüngliche Ansicht wiederherzustellen.

## Galerie

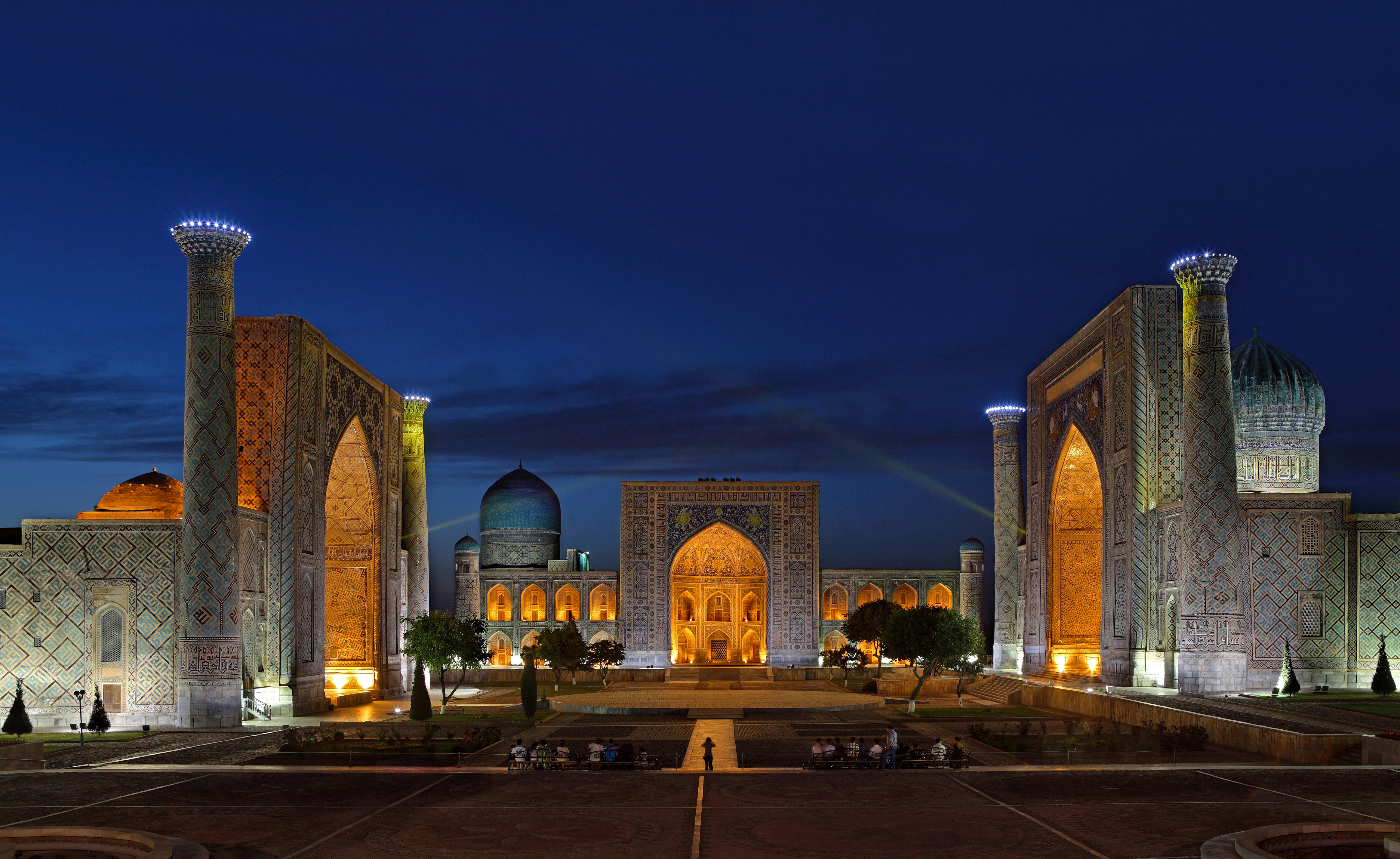
Registan-Platz bei Nacht, 2023
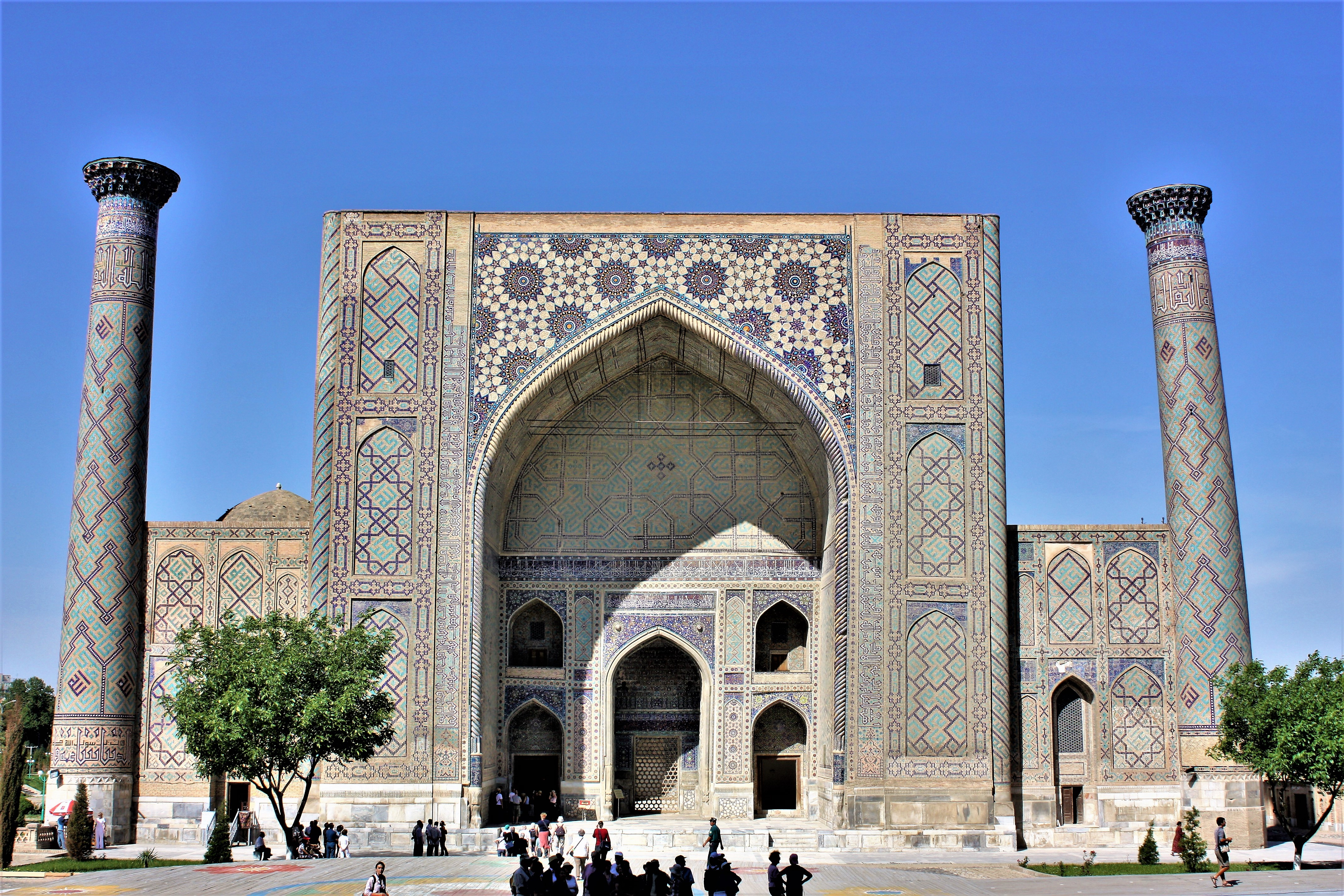
Ulugbek-Medrese
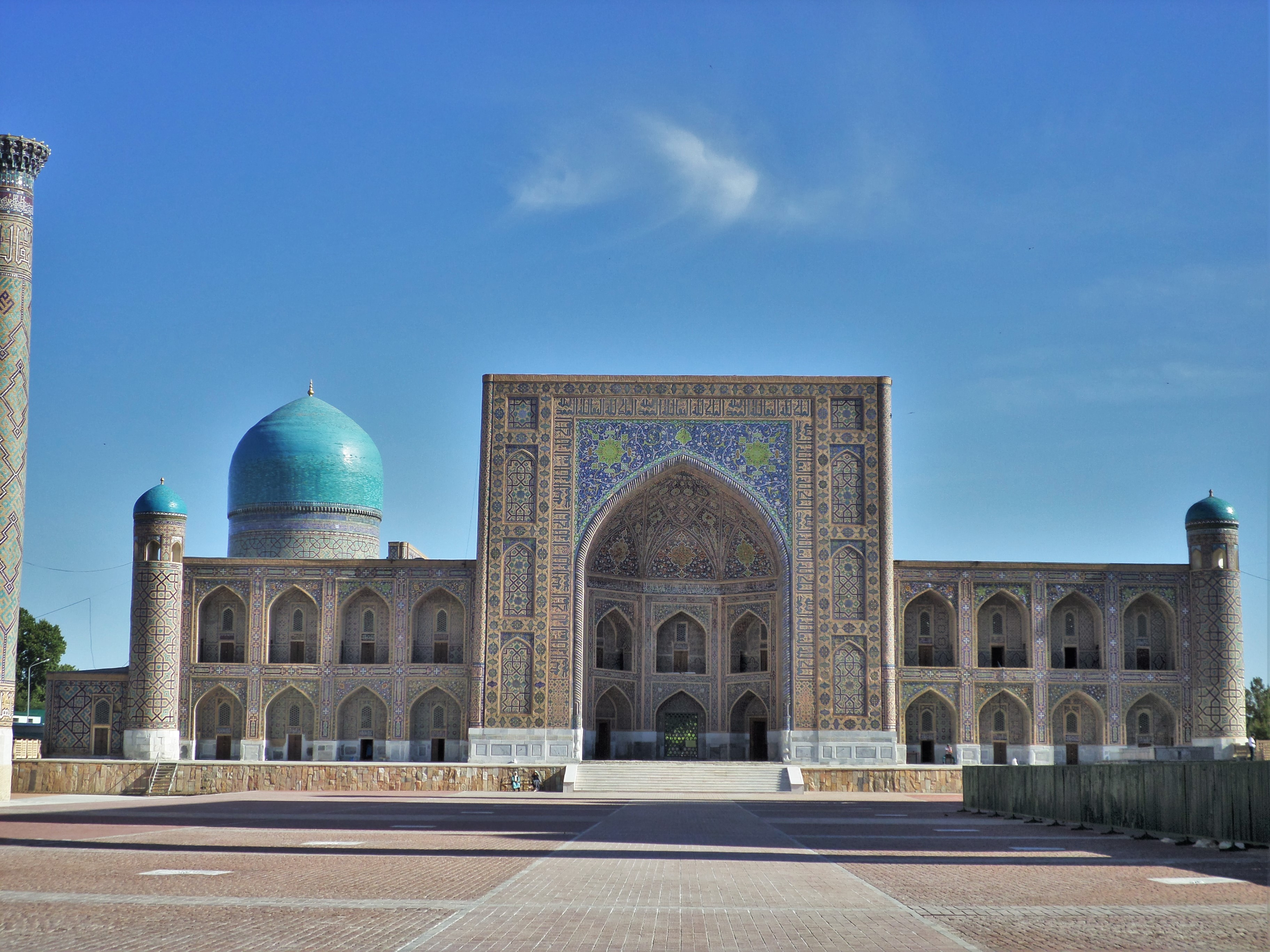
Tillakori-Medrese
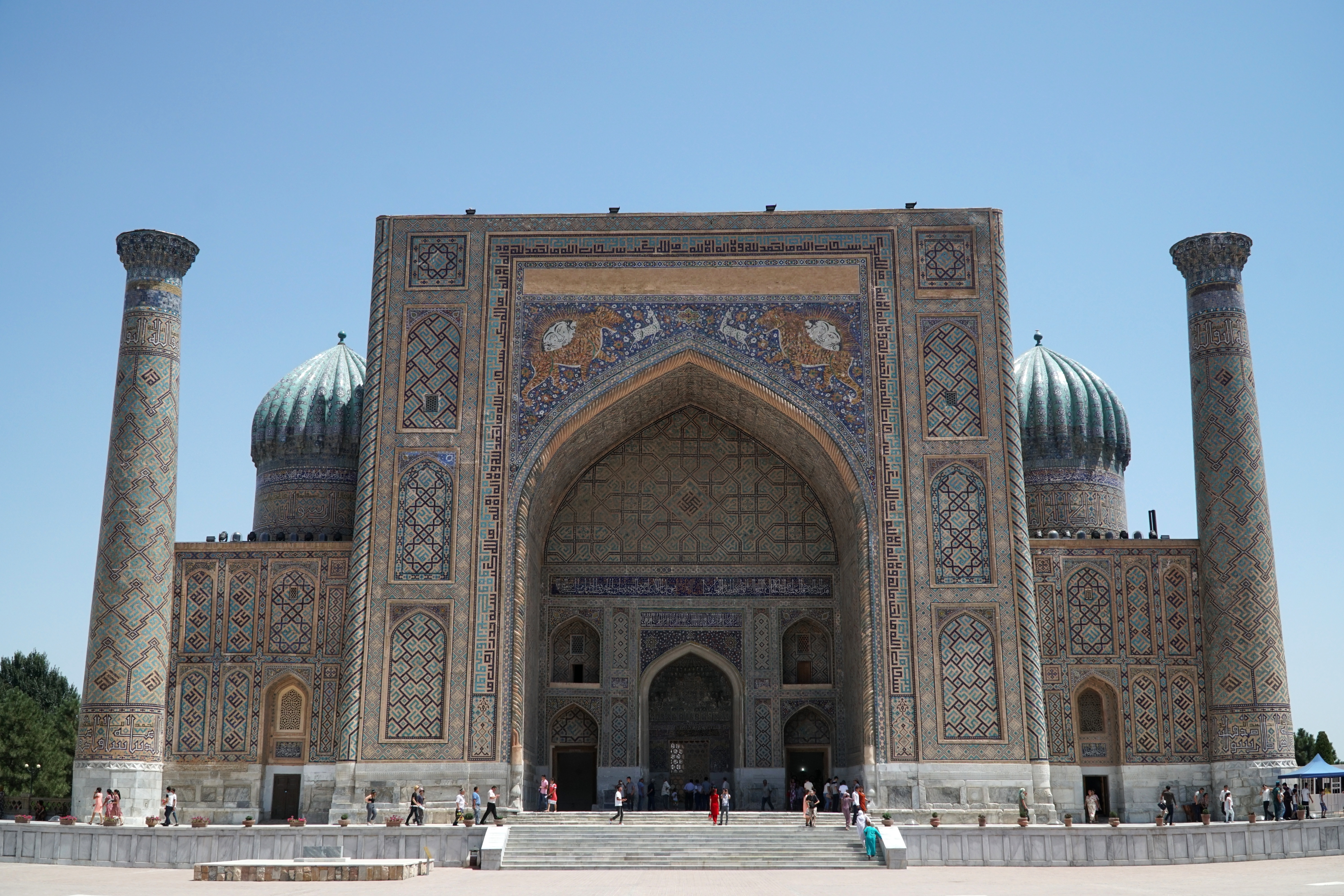
Scherdor-Medrese
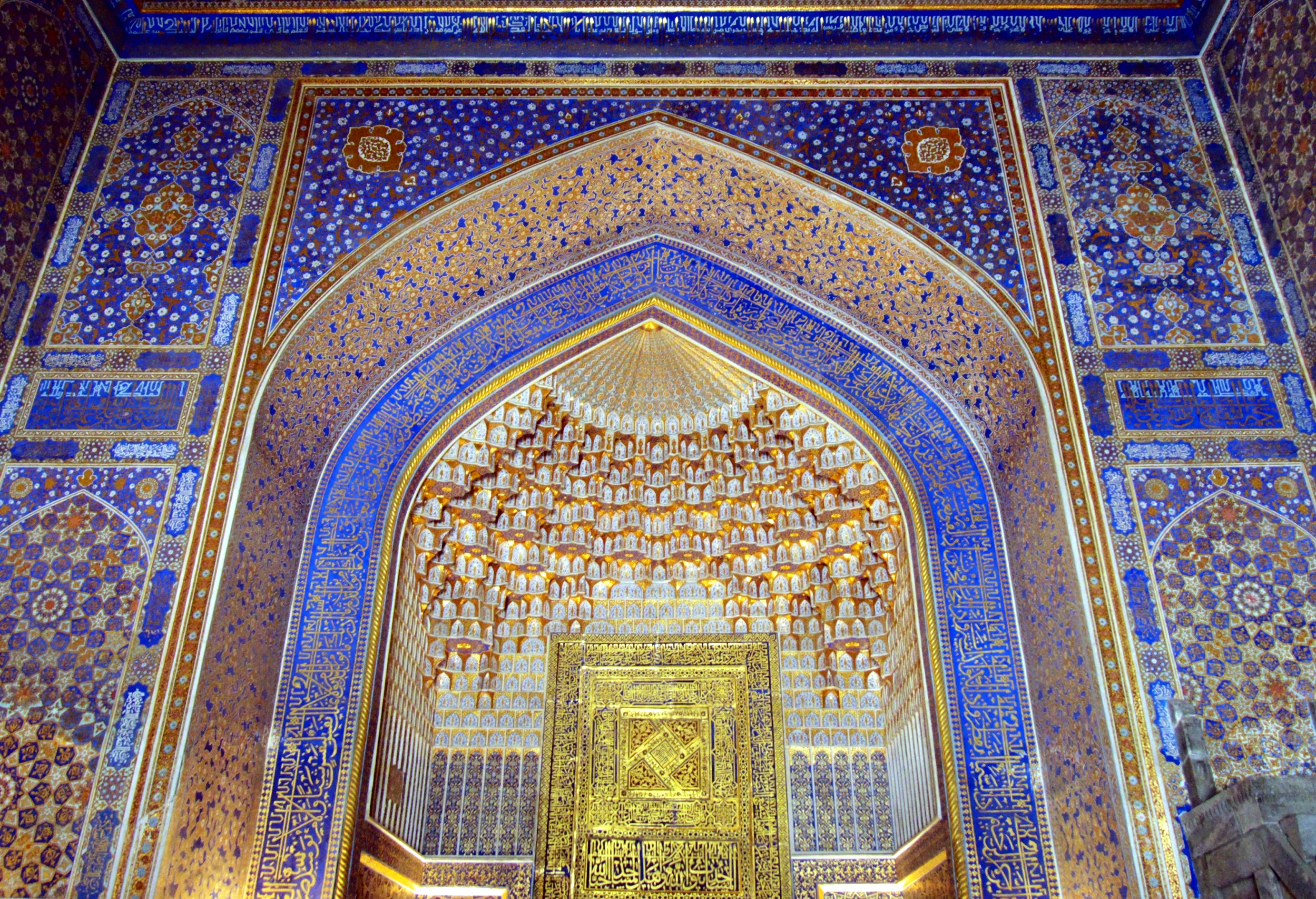
Tillakori-Mihrab